# Klang

Oszilloskopbild eines Sinustons

Oszilloskopbild eines Klangs

Mit Klang (von mittelhochdeutsch klanc) werden bestimmte durch elastische Körper erzeugte Schallereignisse bezeichnet. Insbesondere die physikalische Akustik und die Musik verwenden dabei unterschiedliche Definitionen. Was in der Akustik als Klang (hat im Gegensatz zum Geräusch regelmäßige, periodische Schwingungen) bezeichnet wird, entspricht ungefähr dem musikalischen Begriff Ton (mit sinusförmigen Schwingungen, aber im Gegensatz zum „reinen“ Ton die Summe von Grund- und Obertönen bezeichnend). Im allgemeinen Sprachgebrauch bezeichnet „Klang“ außerdem das Phänomen unterschiedlicher Charakteristika eines Schallereignisses, z. B. beim „Klang einer Stimme“.

## Klang in der physikalischen Akustik
Jedes akustische Signal kann beschrieben werden, indem man zu jedem Zeitpunkt {\displaystyle t} die momentane Auslenkung {\displaystyle y(t)} als Funktion beschreibt. Bei einem Ton (Sinuston) hat diese Schwingungsfunktion die Form
{\displaystyle y(t)=y_{0}\cdot \sin(2\pi f\cdot t)}.
Dabei ist {\displaystyle y_{0}} die Amplitude, {\displaystyle f} die Frequenz der Schwingung. Die Auslenkung {\displaystyle y(t)} und die Amplitude {\displaystyle y_{0}} sind Strecken (Längen). Man kann statt der Auslenkung auch den Schalldruck oder die Schallschnelle nehmen. Die Amplitude ist dann jeweils der Maximalwert, den diese Größe annimmt.
„Als Klang wird in der Technischen Akustik ein periodischer Schalldruckverlauf mit der Periodendauer {\displaystyle T} bezeichnet, dessen einzelne Frequenzen (Harmonische) in einem ganzzahligen Verhältnis zur Grundfrequenz {\displaystyle f_{(1)}} stehen. Es gilt:
{\displaystyle T=1/f_{(1)}}
Die Phasenlage der einzelnen Töne zueinander ist beliebig.“ (Dieter Maute)
Mit „Ton“ ist dabei die akustische Repräsentation einer reinen Sinusschwingung gemeint. In der akustischen Analyse sind solche Sinustöne die Grundbestandteile jedes Schallereignisses.
Für die Musik ist Ton in diesem Sinne kaum von Interesse; mit Musikinstrumenten lässt sich eine einzelne reine Sinusschwingung nicht erzeugen, und mit elektronischen Instrumenten ist allenfalls eine Annäherung möglich. Nur in dem Fall, dass die Frequenzen dieser Teiltöne in einem ganzzahligen Verhältnis zueinander stehen, sich die Töne also „harmonisch“ zueinander verhalten, spricht die Physik von einem „Klang“, andernfalls von einem Tongemisch. Schwingungen, z. B. bei Musikinstrumenten, setzen sich in der Regel (nach einem vereinfachten Modell) zum größten Teil aus solchen harmonischen Frequenzen zusammen. Ihr tiefster Ton, dessen Frequenz die Abstände der einzelnen Teiltöne festlegt, heißt „Grundfrequenz“. Die Teiltöne werden „Harmonische“ genannt. Die sogenannte Teiltonreihe entspricht bei Blasinstrumenten bis auf die instrumentcharakteristischen Merkmale der Naturtonreihe.
In der menschlichen Wahrnehmung erscheint ein solcher Klang als ganzheitliches Schallereignis mit einer spezifischen Tonhöhe (bestimmt durch den Grundton oder den Residualton) und einer spezifischen Klangfarbe (bestimmt u. a. durch das Verhältnis der Teiltonamplituden zueinander). Physikalische Klänge werden deshalb im musikalischen Kontext als Töne bezeichnet.

## Klang in der Musiktheorie
Die Musiktheorie, insbesondere die Harmonielehre, bezeichnet mit „Klang“ das simultane Auftreten mehrerer Töne. Er taucht beispielsweise in Begriffen wie Dreiklang, Vierklang oder Gegenklang zur Klassifizierung von Akkorden oder Akkordfunktionen auf. Außerdem wird er in Begriffen wie z. B. Einklang, Zweiklang, Mehrklang oder Klangfläche für Zusammenklänge von Tönen benutzt, die zur besseren Differenzierung in der Musiktheorie üblicherweise nicht als Akkord bezeichnet werden. In der Musikwissenschaft werden zudem Klangstile, etwa der Wiener Klangstil, untersucht.
Bei der Klangkomposition oder der Klangkunst  schließt der Begriff Klang auch Tongemische und Geräusche mit ein. Die kulturwissenschaftliche Klangforschung in den Sound Studies untersucht zudem den Klang in seiner historischen und kulturellen Prägung und Entwicklung in Praktiken und Technologien.

## Gegenüberstellung akustischer und musikalischer Begriffe
Den unterschiedlichen Sprachgebrauch in der traditionellen Musik und in der Akustik bzw. der elektronischen Musik und der elektroakustischen Musik beschreibt die folgende Tabelle:
| Akustik, elektronische Musik               | traditionelle Musik                                                   |
| ------------------------------------------ | --------------------------------------------------------------------- |
| Sinuston, Ton, reiner Ton, einfacher Ton   | nur als Teilton bekannt                                               |
| Klang, einfacher Klang, harmonischer Klang | Ton                                                                   |
| Tongemisch                                 | nur als (unharmonischer) „Klang“ von Stäben, Platten, Glocken bekannt |
| Zusammenklang, Mehrfachklang, Klanggemisch | Klang, Akkord, Cluster                                                |
| farbiges Rauschen                          | Geräusch                                                              |
| weißes Rauschen                            | Lärm                                                                  |

## Klang als Charakteristikum von Schallereignissen
Untersuchungen haben gezeigt, dass Klänge weit komplexer sind als angenommen. Erst eine weiter gefasste Auffassung von „Klang“ in der Musik nimmt auch die unharmonischen Schallanteile zur Kenntnis, die das musikalische Spiel begleiten, z. B. die Geräusche des Luftwirbels beim Anblasen einer Flöte. Außerdem sind die akustischen Charakteristika beim Musizieren vom spezifischen Instrument, dem Musiker und nicht zuletzt auch von der Raumakustik abhängig. All diese Faktoren werden – einzeln oder in ihrer Gesamtheit – allgemeinsprachlich unter dem diffusen Begriff „Klang“ subsumiert. Er nähert sich hier den Begriffen Klangfarbe oder Klangcharakteristik an.
Diese Verwendung von „Klang“ ist dabei nicht auf den Bereich der Musik beschränkt. Im industriellen Kontext beschäftigen sich Akustikdesigner mit dem Klang von Konsumgütern (wie Autotüren oder Staubsaugern). Unter dem Stichwort „Audio Branding“ entdeckt das Marketing den sogenannten „Markenklang“. Die Sound Studies beschäftigen sich mit Klängen vor allem aus kultureller, historischer und ethnologischer Perspektive und fragen beispielsweise nach Veränderungen im Klang einer Stadt.
Abgrenzung zum Sound
Der Begriff des Sounds (engl. „Klang“) darf nicht mit dem physikalischen Begriff Klang gleichgesetzt werden. Traditionell analysierbare musikalische Parameter wie Rhythmik, Harmonik oder Melodik machen noch nicht den Sound aus, sondern vielmehr individuelle Intonation, Timing, Phrasierung, Klang von Stimmen und Instrumenten und Abmischung machen erst den Sound aus. Selbst die Wahl des Instrumentenfabrikats, der Gitarrensaite, der Mikrofone und Verstärker beeinflusst den Sound. Auch Instrumentation, Spieltechnik oder Spielweise bestimmten den Sound. Wenn der von Musikproduzenten entwickelte Sound eine bestimmte Charakteristik aufwies und über einen bestimmten Zeitraum hinweg bei vielen Plattenaufnahmen ähnlich verwandt wurde, erhielt er in der Fachwelt einen besonderen Namen. So gibt es den von Phil Spector entwickelten Wall of Sound, den Nashville Sound, den Motown Sound oder den Philadelphia Sound.